# توماس مک‌نالتی
توماس مک‌نالتی (انگلیسی: Thomas McNulty; ۳۰ دسامبر ۱۹۲۹ – ۱۹۷۹ (۴۹−۵۰ سال)) بازیکن فوتبال اهل بریتانیا بود.
از باشگاه‌هایی که در آن بازی کرده‌است می‌توان به باشگاه فوتبال منچستر یونایتد و باشگاه فوتبال لیورپول اشاره کرد.